# Адам и Ева (филм)
Адам и Ева је југословенски филм из 1963. године. Режирао га је Јован Коњовић, а сценарио је писао Мирослав Крлежа.

## Улоге
| Глумац            | Улога |
| ----------------- | ----- |
| Дејан Дубајић     |       |
| Ксенија Јовановић |       |
| Маријан Ловрић    |       |
| Славко Симић      |       |
| Ружица Сокић      |       |